# World of Tanks: Xbox 360 Edition
A World of Tanks: Xbox 360 Edition többjátékos videójáték, amely hasonló a PC-n megjelentetett World of Tanks-hez. A játék a 2013-as Microsoft E3 sajtótájékoztatón lett bejelentve. A béta verziót 2013.augusztus 7-én adták ki, míg a teljes verziót 2014.február 12-én.

## Játékmenet
A játékosok második világháborús páncélozott járművekkel harcolhatnak online. A 2014 júniusában elérhető pályák: Cliff, Mines, Malinovka, Sand River, West Field, Province, Abbey, Fisherman's Bay, Prokhorovka, Himmelsdorf, Lakeville és Mountain Pass.
A játék ingyenesen játszható az Xbox Live Gold előfizetők számára, míg az Xbox Live Silver előfizetők 7 napos kipróbálási lehetőséget kapnak. Csatázással tapasztalati pont és ezüst szerezhető. A tapasztalati pontokból a tankok továbbfejlesztése lehetséges és az ezüst, tankok és felszerelések vételére használható. A játékosok vehetnek igazi pénzért aranyat a játékon belül, amiért például prémium felhasználói fiókot lehet venni, és segítségével több tapasztalat és ezüst szerezhető rövidebb időn belül.
A Xbox 360-as kiadás nem lesz összekapcsolva a PC-n megjelent verzióval.

## Fejlesztés
A World Of Tanks: Xbox 360 Editiont eleinte a Day 1 Studios fejlesztette, amíg a Wargaming West meg nem vásárolta 2013 elején. A Day 1 éppen kiadót keresett mech konzoljátéka számára, amikor a Wargaming felkereste a stúdiót a World of Tanks konzolra portolásával. A Day 1 néhány nap alatt elkészítette a játék prototípusát az Xbox 360 konzolra. Ez úgy sikerülhetett, hogy a Wargaming korlátlan hozzáférést adott nekik az adataikhoz. A játék kliens oldali része a Wargaming Despair grafikus motorját használja. A fejlesztők célja hogy minden egyes tank osztály feloldása 100 óra játszható tartalom legyen, vagyis 400-500 óra összességében.
A zárt béta teszt 2013 elején kezdődött, és a 2013-as E3 résztvevőit a játék bejelentése után meghívták a béta tesztbe. A játék 2013 májusában működőképes volt a Xbox 360 konzolokon. 2013 késő májusában a Wargaming bejelentette hogy be fogják mutatni az első konzolos játékukat a 2013-as E3-on. A játékot hivataloson a Microsoft 2013-as E3-as sajtó konferencián jelentették be. A nyílt béta 40 amerikai és német tankot tartalmazott. A bétában a szerverek tűrőképességét és a matchmakinget tesztelték. A játékosok nem vehettek aranyat ebben az időszakban, de a Wargaming ingyen aranyat adott mindenkinek, hogy kipróbálhassák a boltot. A brit tankok is elérhetőek voltak a bétateszt idején.
Az Xbox Live szabályzata nem engedi a Wargamingnek, hogy a prémium felhasználói fiókokat ismétlődő előfizetés formájában kínálják a játékosoknak.
A Június 3-án kiadott frissítésben megérkeztek az orosz tankok. A Wargaming West azt mondta, hogy ha az Xbox 360-as kiadás érdemi felhasználói bázissal rendelkezik, akkor a Xbox One-os kiadásra fognak fókuszálni.
A bétatesztelést 2013.január 28-án zárták le. A részt vevő játékosok statisztikái nullázva lettek. Csak ők férhettek hozzá a kiadott játékhoz amikor megjelent.

## Fogadtatás
A World of Tanks: Xbox 360 Edition pozitív visszajelzéseket kapott a kritikusoktól.

## Fordítás
- Ez a szócikk részben vagy egészben  a   World of Tanks: Xbox 360 Edition című angol Wikipédia-szócikk ezen változatának fordításán alapul.  Az eredeti cikk szerkesztőit annak laptörténete sorolja fel. Ez a jelzés csupán a megfogalmazás eredetét és a szerzői jogokat jelzi, nem szolgál a cikkben szereplő információk forrásmegjelöléseként.